# Cyligramma argillosa
Cyligramma argillosa är en fjärilsart som beskrevs av Achille Guenée 1852. Cyligramma argillosa ingår i släktet Cyligramma och familjen nattflyn. Inga underarter finns listade i Catalogue of Life.